# Doctor Octopus
Doctor Octopus er en tegneseriefigur, mest kendt som skurk i Spider-Man-tegneserier. Han var født som Otto Octavius men efter et uheld med de blækspruttearme, han havde inplateret på ham selv, blev han til Doctor Octopus

## Historie
Doctor Octopus blev skabt af Stan Lee og Steve Ditko, og så første gang dagens lys i 1963, i The Amazing Spider-Man #3. Han har siden været en af Spider-Mans mest kendte, og brugte skurke, som blandt andet skaberen, og lederen af The Sinister Six. Han er kendt for at være den første skurk der faktisk besejrer Spider-Man. I 2013 blev Peter Parker og Otto Octavius byttet om, i tegneserien The Superior Spider-Man.

## I andre medier

### Fjernsyn
- Doctor Octopus var med i Spider-Man tv-serien fra 1967.
- Doctor Octopus var en af hovedantagonisterne i Spider-Man: The Animated Series.
- Doctor Octopus var en antagonist i tv-serien The Spectacular Spider-Man.
- Doctor Octopus var en antagonist i Ultimate Spider-Man.

### Film
- Alfred Molina spillede Doctor Octopus i filmen Spider-Man 2 fra 2004.
- Kathryn Hahn lagde stemme til en kvindelig version af Doctor Octopus (kendt som Olivia Octavius), i Spider-Man: Into the Spider-Verse fra 2018.

### Spil
- Doctor Octopus var med i LEGO Marvel Superheroes 2 fra 2017
- Doctor Octopus var hovedantagonisten i spillet Spider-Man fra 2018, hvor han ledede Sinister Six.